# Aeroportul Xinbarag Youqi Baogede
Aeroportul Xinbarag Youqi Baogede (IATA: XRQ) este un aeroport din Republica Populară Chineză ce deservește zona New Barag Right Banner⁠(d).
aeroportul dispune de o singură pistă.